# Будимлић Јапра
Будимлић Јапра је насељено мјесто у општини Оштра Лука, Република Српска, БиХ. Према попису становништва из 2013. у насељу је живјело 168 становника.

## Географија
Насеље се налази у долини ријеке Јапре.

## Становништво
Данас у Будимлић Јапри живе претежно старије особе, а Мјесна заједница Будимлић Јапра броји око 150 становника. За крсну славу Светог Великомученика Прокопија (ПРОКОП) Будимлић Јапру.
| Демографија | Демографија | Демографија |
| Година      | Становника  | Становника  |
| ----------- | ----------- | ----------- |
| 1953.       | 3.342       |             |
| 1961.       | 903         |             |
| 1971.       | 854         |             |
| 1981.       | 614         |             |
| 1991.       | 463         |             |
| 2013.       | 168         |             |